# Терцо д’Аквилеја
Терцо д’Аквилеја (итал. Terzo d'Aquileia) је насеље у Италији у округу Удине, региону Фурланија-Јулијска крајина.
Према процени из 2011. у насељу је живело 2679 становника. Насеље се налази на надморској висини од 1 м.

## Становништво
Према резултатима пописа становништва 2011. у општини је живело 2.881 становника.
| 1936. | 1951. | 1961. | 1971. | 1981. | 1991. | 2001. | 2011. |
| ----- | ----- | ----- | ----- | ----- | ----- | ----- | ----- |
| 2.334 | 2.873 | 2.354 | 2.262 | 2.441 | 2.515 | 2.661 | 2.881 |